# William Carpenter
Cet article concerne le peintre britannique. Pour le psychiatre américain, voir William T. Carpenter.
Pour les articles homonymes, voir Carpenter.
William Carpenter (né en 1818 à Londres et mort en 1899 dans la même ville) est un peintre britannique.

## Biographie
William Carpenter naît dans une famille d'artistes, sa mère est la portraitiste Margaret Carpenter et son père, William Hookham Carpenter, dirige le département graphique du British Museum.
William Carpenter étudie à la Royal Academy. Entre 1850 et 1856, il voyage en Inde et en Afghanistan, où il peint de nombreuses aquarelles. De retour en Angleterre, il a pu vendre des photos à un journal.
En 1881, il fait une exposition au South Kensington Museum, qui devient le Victoria and Albert Museum en 1899. Le V & A achète 275 de ses peintures.

## Galerie

Peintures de William Carpenter
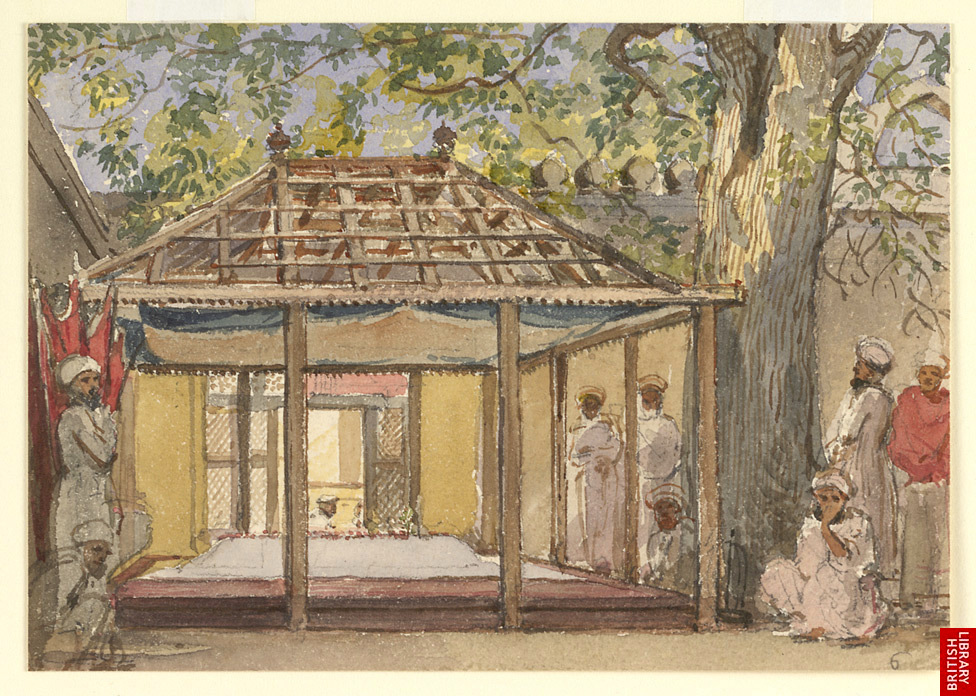
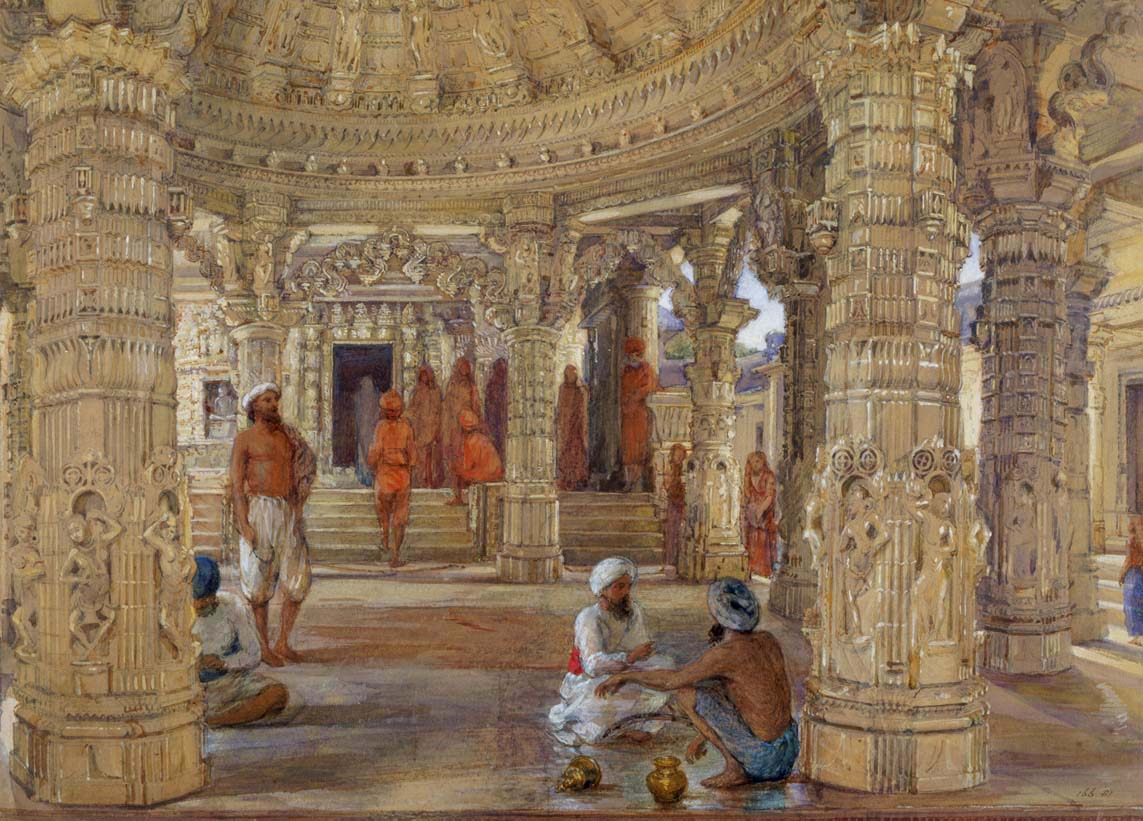
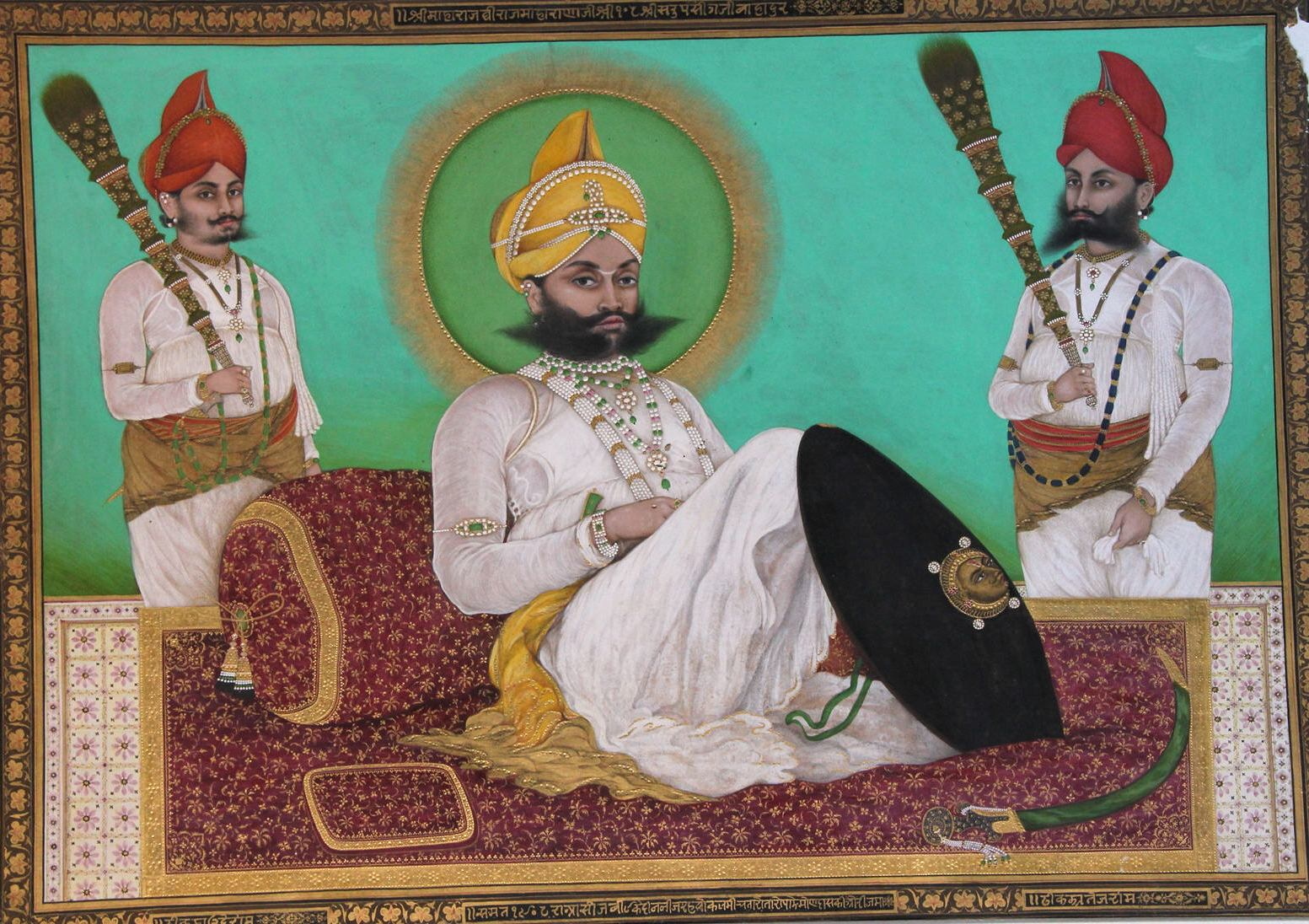
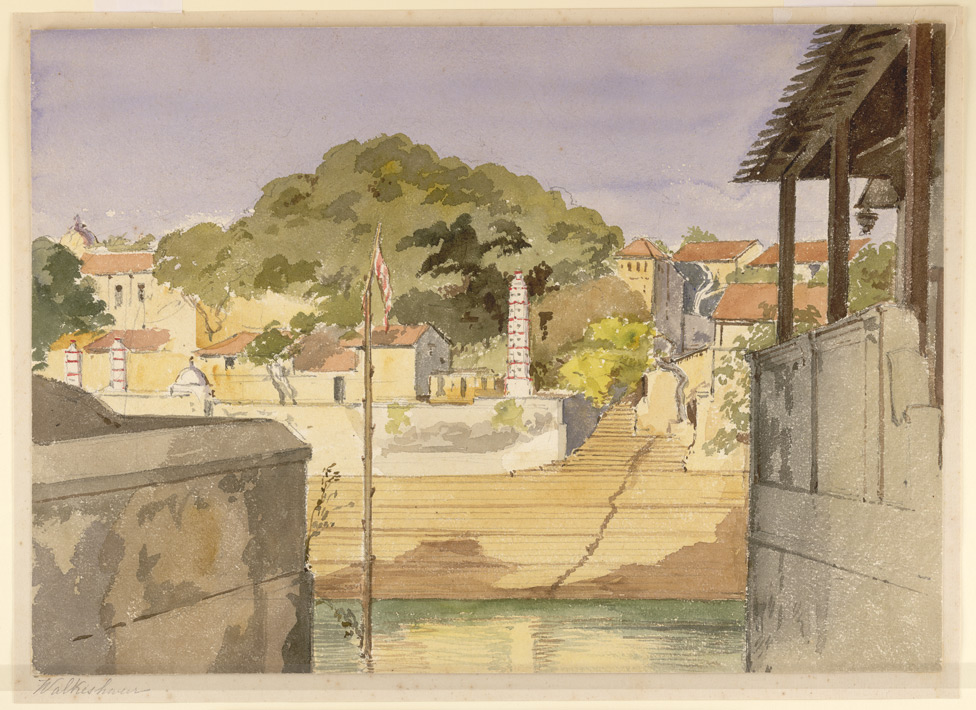
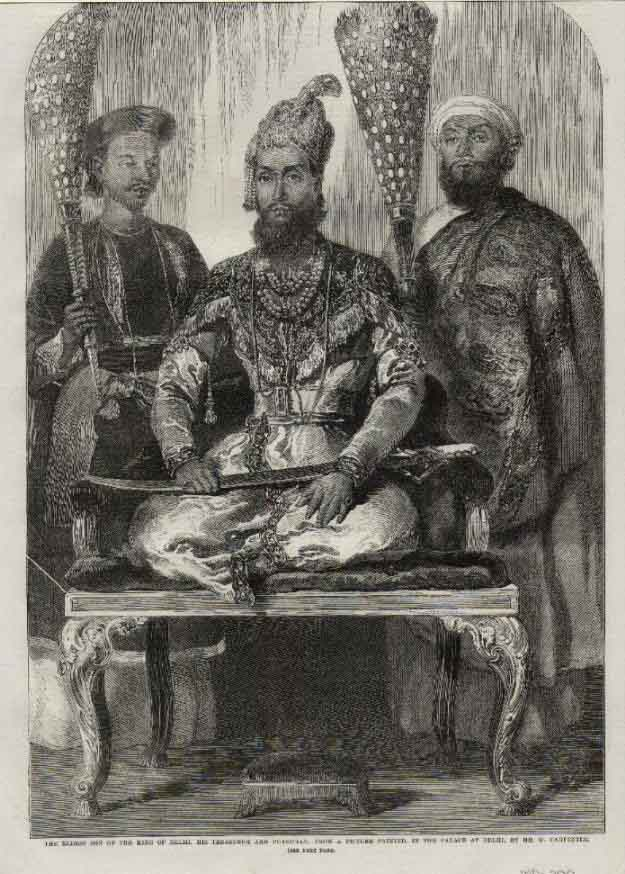